# Радиковці
45°41′ пн. ш. 18°13′ сх. д. / 45.69° пн. ш. 18.21° сх. д.
Радиковці (хорв. Radikovci) — населений пункт у Хорватії, в Осієцько-Баранській жупанії у складі міста Доній Михоляць.

## Населення
Населення за даними перепису 2011 року становило 292 осіб.
Динаміка чисельності населення поселення:

## Клімат
Середня річна температура становить 11,07 °C, середня максимальна – 25,67 °C, а середня мінімальна – -6,27 °C. Середня річна кількість опадів – 658 мм.
| Клімат поселення                              | Клімат поселення | Клімат поселення | Клімат поселення | Клімат поселення | Клімат поселення | Клімат поселення | Клімат поселення | Клімат поселення | Клімат поселення | Клімат поселення | Клімат поселення | Клімат поселення | Клімат поселення |
| Показник                                      | Січ.             | Лют.             | Бер.             | Квіт.            | Трав.            | Черв.            | Лип.             | Серп.            | Вер.             | Жовт.            | Лист.            | Груд.            |                  |
| Середній максимум, °C                         | 5,80             | 8,10             | 12,70            | 17,32            | 22,40            | 25,67            | 25,30            | 24,86            | 20,69            | 15,29            | 9,30             | 5,30             |                  |
| Середня температура, °C                       | −0,2             | 2,02             | 6,70             | 11,30            | 16,34            | 19,60            | 21,33            | 20,90            | 16,70            | 11,30            | 5,33             | 1,40             |                  |
| Середній мінімум, °C                          | −6,27            | −4               | 0,68             | 5,27             | 10,32            | 13,60            | 17,40            | 17,00            | 12,80            | 7,40             | 1,40             | −2,55            |                  |
| Норма опадів, мм                              | 40               | 36               | 38               | 50               | 63               | 85               | 62               | 61               | 52               | 56               | 64               | 51               |                  |
| Середньомісячна швидкість вітру, м/с          | 2.34             | 2.60             | 2.89             | 2.80             | 2.42             | 2.28             | 2.20             | 2.00             | 2.00             | 2.10             | 2.30             | 2.40             |                  |
| Середньомісячна сонячна радіація, кДж/м²·день | 4157             | 6903             | 10789            | 15397            | 19341            | 21475            | 22177            | 20147            | 14841            | 9162             | 4664             | 3478             |                  |
| --------------------------------------------- | ---------------- | ---------------- | ---------------- | ---------------- | ---------------- | ---------------- | ---------------- | ---------------- | ---------------- | ---------------- | ---------------- | ---------------- | ---------------- |
| Джерело:                                      |                  |                  |                  |                  |                  |                  |                  |                  |                  |                  |                  |                  |                  |